# Gymnelia hilaris
Gymnelia hilaris är en fjärilsart som beskrevs av Walker 1864. Gymnelia hilaris ingår i släktet Gymnelia och familjen björnspinnare. Inga underarter finns listade i Catalogue of Life.